# Ibertrans Aérea
Ibertrans Aérea (Ібертранс) — колишня авіакомпанія, базується у Мадриді, в Іспанії. Заснована 1991 року, обслуговує як пасажирів, так і вантажні перевезення, включаючи чартерні й лізингові рейси для інших компаній. Основна база перевізника — міжнародне летовище Барахас, Мадрид.
Припинила діяльність в 2009 році

## Склад
Ibertrans Aérea має у розпорядженні наступний набір літаків (на березень 2007-го):
- 1 Embraer EMB 120ER Brasilia
- 1 Embraer EMB 120RT Brasilia
- 2 Fairchild Merlin IV